# 마라타
마라타(마라타어: मराठा)는 마하라슈트라에서 농민, 목축민 등의 카스트가 섞여 형성된 카스트 집단의 총칭이다.
이들은 16세기 데칸 술탄국이나 무굴 제국의 군대에 복무했으며, 이후 쿤비(농민) 카스트 출신인 시바지가 세운 마라타 제국의 군대에 참여했다. 마라타 제국은 팽창하여 17세기 후반에서 18세기에 중부 인도의 대부분을 장악하였고, 그 대가로 많은 마라타들이 세습 영지를 얻었다. 마라타 카스트는 이 시기에 군대 복무를 통해 농민, 목축민, 장인 등의 카스트가 합쳐지며 생겨난 것으로 추정된다.

## 같이 보기
- 마라티족
- 마라타 동맹
- 마라타인